# Ollaphon
Ollaphon is een geslacht van weekdieren uit de klasse van de Gastropoda (slakken).

## Soort
- Ollaphon molorthus (Hedley & May, 1908)